# 神戸市立御影工業高等学校
神戸市立御影工業高等学校（こうべしりつ みかげこうぎょうこうとうがっこう）は、かつて兵庫県神戸市東灘区に所在した市立の工業高等学校。

## 概要
1963年（昭和38年）に 神戸市立神戸工業高等学校から分離独立して開校。阪神御影駅前に校舎を構えていた。
2004年（平成16年）4月に神戸市立神戸工業高等学校と再統合され神戸市立科学技術高等学校（定時制は神戸市立神戸工科高等学校）となるため、灘駅近くの神戸製鋼跡地に校地を移転した。
2006年（平成18年）3月で全日制は閉課程。残る定時制も2007年（平成19年）3月に閉課程となり、同年3月31日に閉校した。
元の校地の近くに兵庫県立御影高等学校があり、県立御影を「けんみ」、御影工業を「みかこう」と呼び分けていた。
旧校舎跡地は再開発事業が行われ、2008年（平成20年）3月20日に阪神百貨店などが入居した大規模商業施設御影クラッセがオープンした。

## 設置学科
全日制課程
- 電気科
- 電子科
- 工業化学科
- 土木科

定時制課程
- 電気科

## 所在地
- 〒658-0054 兵庫県神戸市東灘区御影中町3丁目2番1号

## 出身者
- 兼本正光（元サッカー選手）
- 永島昭浩（元サッカー選手）
- 和多田充寿（元サッカー選手）
- 西野晃平（サッカー選手）
- 石澤典明（元サッカー選手）
- 山下達也（サッカー選手）
- 平井伸和（プロレスラー）
- 内野洋平（BMX）
- 千葉修一 - エンジニア・実業家：1992年卒業
- 小谷真理 - お笑い芸人：2002年卒業
- 長尾強司 - 元プロバスケットボール選手：2002年卒業
- 古川孝敏 - バスケットボール選手（Bリーグ・秋田ノーザンハピネッツ所属）：2006年卒業

## 主な出来事
- 1969年8月4日 - 8月6日：長野県の摺古木山から中央アルプス縦走を行っていた教諭、生徒7人が土石流（鉄砲水）に遭遇して死亡[1]。